# Chrysophyllum gonocarpum
Espèce
Synonymes
Chrysophyllum lucumifolium
Classification phylogénétique
Chrysophyllum gonocarpum (ou Chrysophyllum lucumifolium) est une espèce de plantes à fleurs du genre Chrysophyllum et de la famille des Sapotaceae. C'est un arbre originaire du Brésil (vallée de Quaraí dans le Rio Grande do Sul et d'Argentine (province de Misiones). Au Brésil, il est aussi connu comme cascaveleira et tinguí-de-leite ; en Argentine, sous le nom d'aguay. 
Autres noms au Brésil : aguaizeiro, agaí, auaí, caxeta amarela.

## Usages
Le fruit est comestible. C'est une pomme de lait (voir Chrysophyllum cainito).